# IF-båt
IF-båt, även kallad Internationell Folkbåt är en två- eller tremans långkölad segelbåt. Om man utrustar båten rätt, kan den även användas för ensamsegling. 
IF-båten ritades av Tord Sundén 1967 efter en tvist med Skandinaviska Seglarförbundet om den Nordiska Folkbåten. IF-båten är byggd i glasfiberarmerad polyesterplast och har en aluminiumrigg. Ursprungligen byggdes IF-båten med en motorbrunn för användande med utombordsmotor, men finns även med inombordsmotor, då primärt för export under benämningen IF-E.
"IF-båt" står egentligen för "Internationell Folkbåt". Avsikten var från början att den skulle benämnas så, men efter protester från det Nordiska Folkbåtförbundet avstod man. 
De största internationella IF-båtflottorna finns i Sverige (2200 sålda båtar), i Tyskland (390), Danmark (325), Norge (135), USA (125), Schweiz (120) och Australien (100).

## Produktion
IF-båten producerades i första hand på Marieholms bruk i Gnosjö kommun i Småland. Genom åren har cirka 3 500 båtar tillverkats, varav något hundratal på licens i Australien. 1970-talet var IF-båtens decennium med en topp 1975 då 552 båtar tillverkades.
De båtar som exporterats till Europa och USA har alla tillverkats i Sverige.

## Kappsegling
IF-båten är godkänd som entypsklass i Sverige, Danmark, Norge och Tyskland, vilket betyder att den kan kappseglas utan handikapp mot andra IF-båtar.
Inom de tre nordiska länderna Danmark, Norge och Sverige finns ett organiserat samarbete inom sammanslutningen "Nordiska IFRA". Man arbetar i huvudsak med att harmonisera klassregler och samordna kappseglingskalendrar för att det ska vara möjligt att enkelt kunna kappsegla båtarna på de olika nationella mästerskapsseglingarna.
År 1970 blev IF-båten erkänd som nationell entypsklass av Svenska Seglarförbundet och båtens klassförbund, Svenska IF-båtförbundet blev antaget. Svenska IF-båtförbundet är ett av Sveriges största klassförbund med cirka 600 medlemmar.
Svenska och nordiska mästerskapsseglingar har hållits sedan dess. De svenska mästerskapen seglas varje år och roterar kring IF-båtförbundets regioner. Regattorna samlar oftast stora startfält. 
Antal startande i de svenska mästerskapen håller sig fortfarande mycket högt jämfört med andra kölbåtsklasser. Många av Sveriges främsta kappseglare har någon gång funnits med på startlinjen, och att vinna ett IF-båtmästerskap betraktas som en stor merit inom seglingsvärlden. Internationella IF-mästerskap anordnas också i Danmark och Norge. 

Modell av IF-båt i Sjöhistoriska museets samlingar.

## Långfärd med IF
IF-båten är trots sin ringa storlek också mycket populär som långfärdsbåt. Detta kanske mest tack vare dess robusta långköl som skapar en mycket kursstabil och svårkrängd båt. Tvärskeppsstabiliteten är mycket god. 
Om båten skulle EG-klassats idag, så skulle den få näst högsta säkerhetsklass. Det enda som hindrar den att få högsta klass är just dess ringa storlek.